# Museu Tàpies
Il Museu Tàpies, nuovo nome dalla Fundació Antoni Tàpies, è un museo e centro culturale che si trova a Barcellona ed è dedicato principalmente alla vita e alle opere del pittore Antoni Tàpies.
La fondazione è stata creata nel 1984 da Antoni Tàpies per promuovere lo studio e la conoscenza dell'arte moderna e contemporanea e possiede una delle collezioni più complete dell'opera dell'artista, composta principalmente da donazioni di Antoni e Teresa Tàpies.
Al suo interno si svolgono mostre temporanee, simposi, conferenze e sessioni cinematografiche, ma la fondazione si occupa anche di pubblicazioni da affiancare alle attività e alle mostre periodiche del lavoro di Tàpies.

## L'edificio
La Fundació è stata aperta nel giugno 1990 nell'edificio dell'ex casa editrice Montaner i Simon, opera dell'architetto Lluís Domènech i Montaner. Costruito tra il 1880 e il 1885, nella fase iniziale dello stile modernista catalano, l'edificio è stato il primo nel quartiere dell'Eixample a integrare la tipologia industriale, combinando mattoni a vista e ferro.

## Trasporto
Nei pressi della fondazione si trova la fermata Passeig de Gràcia (L2, L3, L4) della metropolitana di Barcellona.